# Elezioni regionali in Calabria del 1980
Le elezioni regionali in Calabria del 1980 si tennero l'8-9 giugno.

## Risultati elettorali
| Liste                                                  | Voti      | %     | Seggi |
| ------------------------------------------------------ | --------- | ----- | ----- |
| Democrazia Cristiana (DC)                              | 450.335   | 41,20 | 18    |
| Partito Comunista Italiano (PCI)                       | 263.918   | 24,15 | 10    |
| Partito Socialista Italiano (PSI)                      | 180.888   | 16,55 | 7     |
| Movimento Sociale Italiano - Destra Nazionale (MSI-DN) | 77.527    | 7,09  | 2     |
| Partito Socialista Democratico Italiano (PSDI)         | 63.569    | 5,82  | 2     |
| Partito Repubblicano Italiano (PRI)                    | 22.953    | 2,10  | 1     |
| Partito di Unità Proletaria per il Comunismo (PdUP)    | 12.993    | 1,19  | -     |
| Democrazia Proletaria (DP)                             | 12.344    | 1,13  | -     |
| Partito Liberale Italiano (PLI)                        | 8.460     | 0,77  | -     |
| Totale                                                 | 1.092.987 |       | 40    |

| Riepilogo dei seggi | Riepilogo dei seggi | Riepilogo dei seggi | Riepilogo dei seggi | Riepilogo dei seggi | Riepilogo dei seggi | Riepilogo dei seggi |
| ------------------- | ------------------- | ------------------- | ------------------- | ------------------- | ------------------- | ------------------- |
|                     |                     |                     |                     |                     |                     |                     |
| PCI                 | 10                  | ━                   |                     | PSI                 | 7                   | ▲ 1                 |
| PSDI                | 2                   | ━                   |                     | PRI                 | 1                   | ━                   |
| DC                  | 18                  | ▲ 1                 |                     | MSI-DN              | 2                   | ▼ 1                 |
| PdUP                | 0                   | ▼ 1                 |                     |                     |                     |                     |